# Буковецкий, Антоний Иосифович
Антоний Иосифович Буковецкий (1881—1972) — советский учёный и педагог в области финансов, доктор экономических наук, профессор. Заслуженный деятель науки РСФСР (1968).

## Биография
Родился 21 августа 1881 года[по какому календарю?] в Санкт-Петербурге. Окончил Благовещенскую гимназию там же.
С 1900 по 1904 годы обучался на юридическом факультете Императорского Санкт-Петербургского университета.
С 1905 по 1907 годы был лектором по финансовым вопросам для рабочих клубов социал-демократической партии в Петербурге. В 1911—1914 был консультантом по финансовым вопросам фракции большевиков в Государственной думе. В 1917 сотрудничал с меньшевиками, работал в экономическом отделе Исполкома Петросовета рабочих и солдатских депутатов. Выступал с докладом на Первом Всероссийском съезде советов. Входил в состав Экономического совета при Временном правительстве России. В 1919 арестовывался за связь с меньшевиками. В 1930 был арестован по обвинению в меньшевизме, однако вскоре освобождён.
С 1910 по 1918 годы занимался педагогической деятельностью на кафедре финансового права юридического факультета Императорского Санкт-Петербургского университета в должности приват-доцента, читал курс лекций по вопросам финансового права. С 1918 по 1948 годы (с перерывами) А. И. Буковецкий являлся профессором кафедры финансового права юридического факультета Ленинградского государственного университета, одновременно с 1919 года был руководителем Экономического научно-исследовательского института при этом университете.
С 1913 по 1930 годы занимался педагогической работой в Торгово-промышленном институте М. В. Побединского. С 1920 по 1931 годы одновременно с основной деятельности преподавал в Ленинградском педагогическом институте имени А. И. Герцена, с 1920 по 1921 годы исполнял обязанности  ректора, в дальнейшем — профессор Ленинградского педагогического института. С 1920 по 1921 года по совместительству преподавал в Уральском государственном университете. С 1930 по 1933 годы — заведующий кафедрой финансов Ленинградского инженерно-строительного института. С 1939 по 1943 годы — заведующий кафедрой финансов СССР Ленинградского финансово-экономического института. С 1949 по 1955 годы — профессор Ленинградского института водного транспорта. В 1938 и с 1943 по 1947 годы — заведующий кафедрой планирования и финансирования народного хозяйства, с 1956 по 1969 годы — заведующий кафедрой экономической географии Ленинградского института советской торговли имени Ф. Энгельса.
А. И. Буковецкий занимался вопросами истории финансов и финансового права, а также истории экономической политики в России середины XIX — начала XX веков. В 1940 году он защитил диссертацию на соискание учёной степени доктор экономических наук по теме: «Очерки по истории финансовых взаимоотношений царской России и Турции». В 1922 являлся членом редакционной коллегии журнала РТО «Экономист».
В 1949 году А. И. Буковецкий был арестован по «Ленинградскому делу» по части 10, 11 и 13 статьи 58 УК РСФСР и был приговорён 16 декабря 1950 года к 10 годам исправительно-трудовых лагерей с конфискацией имущества. В 1954 году освобождён из заключения и в 1990 году Указом Президиума Верховного Совета СССР был посмертно реабилитирован.
В 1968 году Указом Президиума Верховного Совета РСФСР «За заслуги в научной деятельности» Антоний Иосифович Буковецкий был удостоен почётного звания Заслуженный деятель науки РСФСР
Скончался 12 мая 1972 года в Ленинграде.

## Награды
- Орден Трудового Красного Знамени[2]

### Звания
- Заслуженный деятель науки РСФСР (1968)